# La Russie des tsars pendant la Grande Guerre

La Russie des tsars pendant la Grande Guerre est un journal relatant les faits vécus par Maurice Paléologue alors qu'il était ambassadeur de France en Russie. Il a été publié en 1921 et 1922.
Alors qu'il était ambassadeur de France en Russie, Maurice Paléologue a tenu l'équivalent d'un journal intime dans lequel il relate de manière détaillée son quotidien.

## Description
Ce journal en trois tomes a été édité à la librairie Plon en 1921 pour le premier tome et 1922 pour les deux derniers.
- Du 20 juillet 1914 au 2 juin 1915 (372 pages)
- Du 3 juin 1915 au 18 août 1916 (340 pages)
- Du 19 août 1916 au 17 mai 1917 (348 pages)

Chaque tome contient, en outre, des illustrations ; au total : 13 aquarelles coloriées (du palais d'hiver à Pétrograd, du Kremlin de Moscou...) d'après des gravures de Loukomsky, 13 photographies (de Nicolas II de Russie, de l'impératrice Alexandra Féodorovna née Alix de Hesse, etc.), un plan de la Russie et un autre de Petrograd, 1 fac-similé d'un autographe de Raspoutine.
Bien que très proche de la famille impériale du fait de ses fonctions, Paléologue demeure très lucide quant aux événements qui secouent le pays. Du fait justement de cette proximité avec les tenants de l'ancien régime, le ministre Albert Thomas alors en visite en Russie lui annonce son remplacement prochain. Ce journal est un des témoignages les plus intéressants sur la fin du tsarisme.
Le journal a fait l'objet d'une réédition récente, malheureusement amputée de près des deux-tiers et des illustrations.
La dernière phrase :
« Et, jetant un dernier regard en arrière, je me répète la complainte prophétique par laquelle un pauvre moujik "innocent", un yourodiwi, termine une scène d'émeute dans Boris Godounov : Pleure, ma sainte Russie, pleure ! car tu vas entrer dans les ténèbres. Pleure, ma chère Russie, pleure ! car tu vas mourir ! »